# Okręg wyborczy Woodford
Okręg wyborczy Woodford powstał w 1945 r. i wysyłał do brytyjskiej Izby Gmin jednego deputowanego. Okręg został zniesiony w 1964 r. W tym czasie reprezentował go tylko jeden deputowany, Winston Churchill, premier Wielkiej Brytanii.

## Deputowani do brytyjskiej Izby Gmin z okręgu Woodford
- 1945–1964: Winston Churchill, Partia Konserwatywna